# Gravity at Last
Albums de Ayọ
Joyful Billie-Eve
Gravity at Last est le second album d'Ayọ, sorti le 29 septembre 2008. Il a été enregistré en l'espace de cinq jours dans les conditions du live grâce à un studio situé aux Bahamas[réf. nécessaire]. Le premier titre issu de l'album est Slow Slow (Run Run).

## Titres
1. I Am Not Afraid
2. Maybe (Ayo Blues)
3. Slow Slow (Run Run)
4. Love and Hate
5. Get Out of My Way
6. Better Days
7. Change
8. Piece of Joy
9. Lonely
10. Sometimes
11. What's This All About ?
12. Mother
13. Thank You